# Cessez-le-feu de 2025 entre Israël et le Hamas
Le cessez-le-feu de 2025 entre Israël et le Hamas est un accord diplomatique conclu le 15 janvier 2025, pour une entrée en vigueur le 19 janvier 2025, entre Israël et le Hamas pour suspendre les opérations militaires dans la bande de Gaza et faciliter l'échange d'otages et de prisonniers. Cet accord marque la première cessation majeure des hostilités depuis le cessez-le-feu entre Israël et le Hamas de novembre 2023.
La première phase du cessez-le-feu prend fin dans la nuit du 26 au 27 février. Israël refuse d'appliquer la deuxième phase, qui prévoyait le retrait de ses troupes de la bande de Gaza et la libération des derniers otages israéliens, puis interdit à partir du 2 mars le passage de l'aide humanitaire vers l'enclave palestinienne.
Israël rompt le cessez-le-feu en reprenant les bombardements le 18 mars.

## Négociations
Les négociations pour l'accord de cessez-le-feu se déroulent principalement à Doha, au Qatar, avec la participation de plusieurs médiateurs internationaux. L’architecture générale de l’accord repose sur un projet négocié entre les États-Unis et Israël, le 27 mai 2024, et rendu public par Joe Biden quatre jours plus tard. Le projet avait à l'époque été rejeté par Benyamin Nétanyahou. Le gouvernement israélien est accusé d'avoir fait fuiter à la presse internationale en 2024 des « documents secret-défense » manipulés, détaillant comment le Hamas entendait prétendument tirer profit d'un accord sur la libération des otages, afin de faire échouer tout accord et prolonger la guerre, ce qui conduit à une procédure judiciaire en Israël.

## Accord
L'accord est structuré en trois phases, la première devant durer 42 jours. La première phase comprend plusieurs dispositions clés : la libération de 33 otages détenus par le Hamas et des groupes alliés, en priorité les femmes, les enfants, les personnes de plus de 50 ans et celles nécessitant des soins médicaux. En échange, Israël accepte de libérer des centaines de prisonniers palestiniens. Les forces de défense israéliennes se retirent des zones peuplées tout en maintenant leurs positions le long de la frontière entre l'Égypte et Gaza et en préservant une zone tampon le long de la barrière entre Gaza et Israël. Les civils palestiniens seront autorisés à retourner dans le nord de Gaza sous réserve de certaines dispositions de sécurité.
L'échange de prisonniers doit se dérouler en six groupes distincts au cours de la première phase. L'Autorité palestinienne indique que les cinq premiers échanges concerneront la libération de 100  à   120 prisonniers palestiniens pour trois otages israéliens, un échange final plus important étant prévu.
L'accord de trêve prévoit l'exil pour 230 Palestiniens condamnés par Israël et inclus dans la liste des prisonniers devant être libérés.
L'accord promet une aide humanitaire importante à la population de Gaza. L'Égypte se prépare à faciliter l'acheminement immédiat de l'aide par le poste-frontière de Rafah dès la mise en œuvre de l'accord.
Les négociations pour les deuxième et troisième phases, destinées à mettre fin au conflit dans son intégralité, débuteront le seizième jour de mise en œuvre de l'accord.
Ces négociations sont bloquées depuis début mars après que le gouvernement israélien soit sorti du cadre de l'accord de cessez-le-feu. Le Hamas, de son côté, veut revenir au schéma négocié.

## Réactions
L'annonce de l'accord est suivie d'une « forte intensification » des bombardements israéliens dans la bande de Gaza. En quelques heures, 73 personnes sont tuées, parmi lesquelles 20 enfants et 25 femmes, et 230 blessées dans des bombardements ayant visé principalement la ville de Gaza mais aussi Khan Younès dans le sud de l'enclave.
Le parti d’extrême droite Force juive décide de se retirer du gouvernement en réaction à l'adoption du cessez-le-feu. Le ministre de la Sécurité nationale, Itamar Ben-Gvir, ainsi que deux autres ministres issus de ce parti démissionnent. Le ministre des Finances, Bezalel Smotrich, chef du Parti sioniste religieux, menace lui aussi de démissionner si l'exécutif ne reprend pas la guerre dans les six semaines.
Selon la chaine israélienne Canal 12, Benjamin Netanyahu aurait laissé entendre à ses ministres qu’Israël reprendrait sans doute la guerre à l’issue de la première phase de l’accord. Le Premier ministre israélien souligne le 18 janvier lors d'une allocution télévisée qu'Israël garde « le droit de reprendre la guerre » à tout moment avec l'appui des États-Unis. David Amsalem, ministre israélien de la Coopération régionale, assure le 22 janvier que « Israël reprendra la guerre de manière décisive une fois la première phase [de l'accord] mise en œuvre et ne passera pas à la deuxième. »
Des centaines de manifestants israéliens se rassemblent devant le quartier général militaire israélien à Tel-Aviv pour exiger que l'accord de cessez-le-feu soit pleinement appliqué. Dans un sondage publié par le quotidien Israel Hayom le 24 janvier, plus de 77 % des personnes interrogées se prononcent pour que l’accord soit exécuté dans sa totalité.
De grandes célébrations sont signalées à Khan Younès, avec des foules de citoyens acclamant dans la rue. À Gaza, « de nombreux Palestiniens se réjouissent, espérant que la guerre soit enfin terminée », dépeint Al-Jazeera English. Une joie « tempérée par le chagrin, après avoir vécu la mort de tant de leurs proches ».
Le président élu des États-Unis, Donald Trump, reconnait publiquement la conclusion de l'accord permettant un échange d'otages sur sa plateforme Truth Social. Lors d'une audience de confirmation au Sénat américain de Marco Rubio au poste de secrétaire d'État américain, le sénateur Jim Risch annonce que le cessez-le-feu est accepté par les deux parties. Donald Trump s’est montré ambivalent sur l'application effective de l’accord. Il a d’abord affirmé : « Ce n’est pas notre guerre, c’est leur guerre. Je ne suis pas confiant. » Il a ensuite rappelé qu’il voulait que les otages soient de retour, tout en suggérant l’expulsion de 1,5 million de Palestiniens hors de l’enclave, vers l’Égypte ou la Jordanie, pour « faire le ménage ». Le secrétaire d’État américain, Marco Rubio, a affirmé, lors de conversations téléphoniques avec son homologue égyptien et le premier ministre qatari, que les plans de l’après-guerre à Gaza devaient exclure toute présence du Hamas dans la gouvernance de l’enclave.

### Libération d'otages
Le Hamas libère trois Israéliennes au premier jour du cessez-le-feu, le 19 janvier 2025. Toutes trois avaient été capturées lors des attaques du 7 octobre 2023 en territoire israélien.
Israël libère quelques heures plus tard 90 Palestiniens, tous des femmes et des enfants, pour les plus jeunes âgés d'une douzaine d’années.
Quatre soldates israéliennes sont relâchées par le Hamas et 200 Palestiniens sont relâchés par Israël le 25 janvier 2025. Parmi les personnes libérées figure le Palestinien qu’Israël détient depuis le plus longtemps sans discontinuer, emprisonné depuis 40 ans.
Le 30 janvier, le Hamas libère cinq Thaïlandais et trois Israéliens. Les autorités israéliennes libèrent en retour 110 Palestiniens - libération dans un premier temps retardée par Benyamin Netanyahou. Le gouvernement israélien n'a pas négocié la libération des otages thaïlandais selon Haaretz.
Trois otages sont libérés par le Hamas le 1er février en contrepartie de la libération de 183 Palestiniens.
Le 8 février 2025, ce sont à nouveau 3 otages israéliens contre 183 prisonniers palestiniens qui sont échangés. Le CICR déplore des « images extrêmement douloureuses » lors de la libération le samedi 8 février de trois otages israéliens apparus très amaigris et demande à « avoir accès » aux otages avant leur libération; le 15 février 2025, trois otages israéliens retenus dans la bande de Gaza sont libérés contre 369 Palestiniens détenus par Israël ; le 20 février, quatre corps sont rendus aux Israéliens dont ceux des bébés Ariel et Kfir et de leur mère Shiri Bibas dont le cercueil porte la mention en hébreu et arabe l'inscription : 07/10/2023 date d'arrestation (07/10/2023  תעריך מעצר) .  
Si le retour des otages libérés suscitent la joie des familles concernées et de leurs proches, l'annonce, le 18 février par le Hamas, que les corps de Shiri Bibas et de ses deux bébés « symboles de la crise des otages » seront remis aux Israéliens le 20 février plonge de nombreux israéliens dans la « détresse ». Le 20 février 2025, la mise en scène de la remise des corps de quatre otages israéliens dont ceux de la famille Bibas est jugée « abjecte et cruelle » par le Haut-Commissariat des Nations unies aux droits de l'homme. Puis les analyses médico-légales effectuées par les autorités israéliennes révèlent que le supposé corps de Shiri Bibas n'est pas le sien, ce à quoi le Hamas répond qu'il « est probable que le corps de [Shiri] Bibas ait été mélangé par erreur avec d’autres sous les décombres ».

### Retour des réfugiés
L'accord autorise à partir du 27 janvier 2025 les Palestiniens à retourner dans le nord de la bande de Gaza, territoire de 1,3 million d’habitants qui avait été vidé de sa population sur ordre du gouvernement israélien en octobre 2023. Environ 300 000 personnes rentrent chez elles dès le premier jour, bien que le territoire ait été presque entièrement rasé,. Certains réfugiés meurent toutefois d'épuisement sur le chemin du retour. Une vague de froid, alors que des centaines de milliers de personnes sont sans abris, provoque la mort de nourrissons. « Des femmes enceintes ou qui allaitent, des personnes âgées, des handicapés, des malades chroniques ou ayant besoin d’une aide médicale urgente, ou encore des mineurs non accompagnés, font partie des groupes vulnérables-clés parmi ces déplacés ayant entrepris ce difficile voyage à pied », alerte l’ONU.

### Violations du cessez-le-feu
L'armée israélienne bombarde le nord de la bande de Gaza dans les heures qui suivent l'entrée en vigueur du cessez-le-feu, tuant huit personnes et en blessant plus de 25.
L'armée israélienne procède à la capture d'au moins 60 Palestiniens en Cisjordanie occupée le 19 janvier 2025, puis de 20 autres le lendemain. Les habitants des villes de Qalqilya, de Ramallah et de Naplouse ont été visés par ces raids. L'ONG Addameer signale également le décès en prison d’un détenu de 22 ans, portant à 56 le nombre de Palestiniens décédés dans une prison israélienne depuis le début de la guerre en raison d’un manque de soins, de mauvais traitements ou de torture.
Le 22 janvier, l'armée israélienne revendique avoir tué un combattant palestinien dans la bande de Gaza.
Le 25 janvier, l'armée israélienne ouvre le feu sur des réfugiés qui attendaient de pouvoir retourner dans le nord de Gaza. Au moins une personne est tuée et trois autres blessées à cause de ces tirs.
Le 28 janvier, un entrepreneur israélien travaillant auprès de l'armée israélienne à Gaza est tué par erreur par un soldat.
Le 28 février, un jeune homme de 18 ans est tué dans une frappe aérienne israélienne sur Rafah et deux pécheurs sont blessés par des tirs de navires israéliens au large de la ville de Gaza.
Le 8 mars, deux personnes sont tuées par un drone israélien.
Le 9 mars, deux personnes sont tuées par un drone israélien à Rafah.
Le 11 mars, quatre personnes sont tuées dans une frappe israélienne sur Gaza.
Le 13 mars, l'armée israélienne revendique une frappe aérienne sur des combattants palestiniens dans la bande de Gaza.
Le 2 mars, des frappes de l'armée israélienne tuent quatre personnes.
Le 15 mars, des frappes israéliennes font neuf morts à Beit Lahia dont quatre journalistes palestiniens et deux membres de l'organisation caritative al-Khair. Israël communique avoir effectué deux frappes sur des opérateurs de drone. Le Hamas affirme qu'il s'agissait d'un drone utilisé par les journalistes pour un documentaire sur les festivités du ramadan,,.
Le 17 mars, l'armée israélienne revendique plusieurs frappes contre des « combattants palestiniens ».
Le cessez le feu prend fin dans la nuit du 26 au 27 février, et les combats reprennent le 18 mars 2025, où des bombardements de l'armée Israélienne font au moins 413 morts en quelques heures à Gaza.

### Offensive dans les territoires occupés
L'armée israélienne lance une offensive sur la ville de Jénine, en Cisjordanie occupée, le 21 janvier 2025. Au moins huit personnes sont tuées et 35 autres blessés dans les premières heures de l'offensive, qui devrait durer plusieurs jours selon Israël. L'armée israélienne coupe l'électricité, interdit l'entrée aux ambulances et ordonne aux d'habitants de quitter la ville. Le ministre israélien Bezalel Smotrich, considéré comme le gouverneur de facto de la Cisjordanie, précise qu'il s'agit d'une « opération à long terme contre les terroristes et leurs instigateurs, afin de protéger les colonies et les colons et d'assurer la sécurité d'Israël ». Il annonce aussi que 2025 serait l’année de « l’application de la souveraineté israélienne » sur la Cisjordanie occupée, mettant ainsi fin à « la menace d’un État palestinien ». Le Haut-Commissariat de l'ONU aux droits de l'homme dénonce, le 24 janvier, l'usage par Israël « de méthodes de guerre » et « le recours illégal à la force létale » à Jénine. L’institution confirme qu’au moins 12 Palestiniens ont été tués et 40 blessés par l'armée israélienne dans cette offensive, et précise que « la plupart d’entre eux n’étant apparemment pas armés ». L'agence Reuters authentifie une vidéo montrant un père de famille abattu devant ses enfants. Au-delà de Jénine, toute la Cisjordanie subit un durcissement de l’occupation militaire avec l'installation de nouvelles barrières sur les routes palestiniennes, isolant les villes les unes des autres. Deux personnes sont aussi tuées dans une frappe de drone israélien sur la ville de Qabatiya le 24 janvier 2025. Une petite fille de 2 ans est tuée lors d'un assaut de l'armée israélienne sur le village d’Al-Shuhada le 26 janvier. Au 14 mars, 74 Palestiniens ont été tués dans cette offensive.
Le gouvernement israélien annonce le 23 février 2025 que son armée a vidé de ses habitants trois camps de réfugiés palestiniens du nord de la Cisjordanie occupée, Jénine, Tulkarem et Nour Shams, et qu'elle avait pour ordre d'interdire le retour de leurs habitants.

### Blocage de l'aide humanitaire
Le 2 mars, Israël a annoncé sa décision de bloquer l'entrée de l'aide humanitaire dans Gaza, sur fond de désaccord avec le  Hamas concernant la suite de la mise en œuvre de l'accord de cessez-le-feu.
L'ONU a déploré une décision contraire au droit international. Médecins sans frontières (MSF) a dénoncé l'utilisation de l'aide humanitaire « comme monnaie d’échange » par Israël dans la bande de Gaza, privée d'accès à des fournitures vitales comme l'électricité ou la nourriture. Pour sa part, le gouvernement israélien affirme que le Hamas a « assez de nourriture pour alimenter une épidémie d'obésité ».
D'autre part, avec le blocage de l'approvisionnement en électricité, la production d'eau potable par la principale usine de dessalement du territoire palestinien a chuté de 17 millions de litres d'eau par jour à 2,5 millions.